# Energio Díaz
Energio Díaz (Esmeraldas, 15 settembre 1969) è un ex calciatore ecuadoriano, di ruolo attaccante.